# Rajčany
Rajčany (Hongaars: Rajcsány) is een Slowaakse gemeente in de regio Nitra, en maakt deel uit van het district Topoľčany.
Rajčany telt 554 inwoners.